# 조선중앙년감
《조선중앙년감》(朝鮮中央年鑑, 표준어: 조선중앙연감)은 조선민주주의인민공화국의 조선중앙통신사에서 발행하는 연감이다. 한 해 동안에 있었던 국내외 사건, 사고, 경제, 정치 등의 정보를 수록한 책이며 1949년 1월 26일부터 현재에 이르기까지 계속 발간되고 있다. 이 연감의 맨 뒤에는 전 세계 나라들을 국기 그림과 지도와 더불어 날씨나 인구 정보 등을 간략하게 설명하고 있다.
해마다 한 권씩 발매되는 이 조선중앙년감은 1995년에는 김일성의 사망 관련 특별호를 따로 펴내기도 했다. 조선중앙통신에 따르면 2019년 1월 26일 창간 70주년을 맞아 25일 기념보고회가 진행되었다.

## 같이 보기
- 로동신문